# Anabela Sousa Rodrigues
Anabela de Jesus Sousa Rodrigues (9 de outubro de 1972) é uma deputada e política portuguesa. Ela é deputada à Assembleia da República na XIV legislatura pelo Partido Socialista. É psicóloga.